# Скандал навколо танцювального номера «Бджоли і Вінні-Пух»
Скандал навколо танцювального номера «Бджілки і Вінні-Пух» — в квітні 2015 розгорілася широка  суспільна дискусія навколо постановки оренбурзької танцювальної школи «Кредо», під час якої юні учасниці виконували танець в стилі тверкінг. Відеозапис виступу викликав великий ажіотаж серед користувачів Рунету, деякі з яких порахували, що рухи тіла в подібному танці є занадто відвертими для віку виконавиць. Усього за кілька днів подія стала активно обговорюватися в безлічі російських, а потім і міжнародних ЗМІ.

## Хід подій
12 квітня 2015 користувач YouTube під псевдонімом vitamen72 розмістив у себе на сторінці відеозапис звітного концерту танцювальної школи «Кредо», на якій дівчата в костюмах бджіл виконували на сцені перед глядачами танець у стилі тверкінг. Бурхливе обговорення інтернет-глядачів викликав той факт, що імовірно неповнолітні учасниці не тільки виконують енергійні рухи тазом і стегнами, але також скидають у процесі виступу спідниці і продовжують танцювати в костюмах, розфарбування яких викликало у деяких людей колірні асоціації з  георгіївською стрічкою.
Органи прокуратури Оренбурга прийняли рішення організувати перевірку танцювальної школи на відповідність її діяльності російському законодавству. Також до перевірки підключився Слідчий комітет РФ, угледівши ознаки складу злочинів за статтями «недбалість» і «розпусні дії».
Керівник танцювальної школи «Кредо» Вікторія Яковенко заявила, що не розуміє шуму, який здійнявся навколо концерту, оскільки тверкінг в Росії відомий вже не перший рік, а всі учениці відвідують заняття з письмової згоди батьків. Окремо було відзначено, що хоча постановка носила експериментальний характер, що знаходилися в залі батьки виконавиць аплодували їм стоячи і відкрито висловлювали подяку школі танців. Все це дозволяє ставити під сумнів слова вповноваженого по правам дитини при президенті РФ  Павла Астахова, що батьки дівчат нібито стали писати йому скарги про те, що були не в курсі, чим займаються їхні діти. Також Вікторія Яковенко сказала, що відеозапис виступу була викладена в мережу без дозволу учасниць колективу і пообіцяла розібратися, хто організував у відношенні них цькування. Тимчасово з метою захисту дівчат від підвищеної уваги журналістів і громадськості, за рекомендацією регіональних чиновників прийнято рішення тимчасово призупинити роботу танцювальної школи.

## Суспільний резонанс і наслідки
Учасниці скандального концерту, за власними словами, були шоковані тим, яке враження на суспільство зробив їх виступ і організували флеш-моб на підтримку своєї танцювальної школи. Батьки дівчат направили уповноваженому з прав людини в Оренбурзькій області Анатолію Чадову лист за підписом 162 осіб з проханням дати танцювальній школі можливість нормально працювати далі, так як їхні діти хочуть продовжувати там займатися.
Соціологічне опитування, проведене газетою «Співрозмовник» показав, що більше половини інтерв'юються не бачать нічого поганого в танцювальному номері «Бджілки і Винни-Пух». Приблизно порівну розділилися і думки читачів «Російської газети».
За перший тиждень відеозапис танцювального номера на YouTube подивилося більше 18 млн. користувачів, що є показником, якого раніше не вдавалося досягти жодному російському виконавцю.

### Думки відомих людей
Уповноважений при президенті Російської Федерації з прав дитини Павло Астахов зміг дати правову оцінку виступу, але заявив, що вважає його вульгарним і образливим. Однак, надалі дитячий омбудсмен зазначив, що не слід використовувати цю історію для відкриття  полювання на відьом.
Радник президента РФ з культури  Володимир Толстой заявив, що він проти судового переслідування стосовно танцювальної студії «Кредо».
Уповноважений з прав людини в Російській Федерації Елла Памфілова назвала танцювальний номер зворотною стороною толерантності, доведеної до абсурду і ханжества.
Член комітету Держдуми з культури  Марія Максакова порахувала скандал навколо танцювальної постановки роздутим, звинувачення лицемірними, а також що  СКР слід було б займатися більш важливими справами.
Голова Ради Федерації РФ Валентина Матвієнко заявила, що постановка є концентрацією несмаку і вульгарності.
Член Ради з прав людини Олена Масюк висловила думку, що Слідчому комітету не повинно бути діла до танців, на які батьки дітей дали свою добровільну згоду.
Депутат Законодавчих зборів Петербурга Віталій Мілонов переконаний, що постановник скандального танцю є злочинцем і повинен понести покарання.
Повноважний представник Уряду Російської Федерації у вищих судових інстанціях Михайло Барщевський, а також член Ради при президенті РФ з розвитку громадянського суспільства і прав людини Микола Сванідзе назвали претензії до танцювального номера мракобіссям.
Письменник і опозиціонер Едуард Лимонов вважав танцювальний номер провінціалізмом.
Голова комітету Держдуми у справах громадських об'єднань і релігійних організацій  Ярослав Нілов закликав не доводити ситуацію до абсурду, оскільки закриття танцювальної школи може тільки погіршити становище виконавиць номера.
Заступник голови комітету Держдуми з конституційного законодавства і державного будівництва  Вадим Соловйов заявив, що якщо перевірка танцювальної школи виявиться безпідставною, то батьки та викладачі мають право звернутися до прокуратури і до суду зі скаргою на незаконні дії ініціаторів перевірки.
Доктор психологічних наук, заступник директора Інституту психології РАН  Андрій Юревич вважає, що в історії з танцювальним номером  немає нічого особливого, крім загальної деградації моральності.
Керівник правозахисної асоціації «АГОРА» Павло Чіков вважає, що при будь-якому розкладі Слідчому комітету в цій історії робити нічого.
Правозахисник Наталія Холмогорова висловила обурення тим фактом, що танцювальна постановка викликала у слідчих органів куди більший інтерес, ніж десятки випадків насильницьких смертей неповнолітніх, що відбулися в Оренбурзькій області за минулий рік.
Художник-карикатурист Андрій Більжо в контексті скандалу, що виник навколо театральної постановки, іронічно запропонував заборонити бджіл і ос, а також компанію «Білайн».
Письменник Сергій Шаргунов висловив думку, що існують куди більш насущні проблеми, ніж танці, а нескінченна полювання на щось, що ображає громадськість, дійшла до маразму.

## Альтернативні погляди на події
Політтехнолог Марина Юденич і журналіст  Максим Шевченка висловили припущення, що скандал навколо танцювальної постановки може бути медійної провокацією, в якій юним виконавцям випала роль стати пішаками в чужій нечесній грі. Ряд журналістів відзначає той факт, що користувач YouTube vitamen72 займає відкриту  антиросійську позицію і навмисне вказав у назві ролика неправдиву інформацію, а першими про танцювальній постановці написали українські ЗМІ.

### Відеосюжети
- Неправильні бджоли // Телепрограма «Сьогодні», 15 квітня 2015.
- Танец пчел на YouTube(рос.). // Телепрограма «Право голосу», 22 квітня 2015.
- Брудні танці: чим потрясли оренбурзькі "бджілки"  на YouTube(рос.). // Телепрограма «Прямий ефір», 22 квітня 2015.